# Tigridia purruchucana
Tigridia purruchucana là một loài thực vật có hoa trong họ Diên vĩ. Loài này được (Herb.) Ravenna miêu tả khoa học đầu tiên năm 1964.